# جو دايل
جو دايل (بالإنجليزية: Joe Dial)‏ هو منافس ألعاب قوى أمريكي، ولد في 26 أكتوبر 1962 في مارلو في الولايات المتحدة.

## وصلات خارجية
- جو دايل على موقع الاتحاد الدولي لألعاب القوى (الإنجليزية)